# Pero flora
Pero flora là một loài bướm đêm trong họ Geometridae.